# Akiane
Akiane Kramarik ([əˈkiːənə]IPA; * 9. července 1994) je americká básnířka a malířka. Kreslí od svých čtyř let. Její nejznámější malbou je Prince of Peace, kterou dokončila v osmi letech.

## Životopis
Akiane Kramarik se narodila 9. července 1994 ve vesnici Mount Morris státě Illinois litevské matce a katolickému americkému otci. Kramariková tvrdí, že ve svých snech a vizích viděla tvář Ježíše Krista. Chodila na farní školu, ze které avšak odešla a vzdělávala se doma.

## Kariéra
Kramariková je v malířství samoukem. Říká, že k ní v jejích čtyřech letech promlouval Kristus, jenž ji povzbuzoval, aby malovala své vize a sny. Kreslit začala ve čtyřech, malovat pak v šesti a psát básně v sedmi letech. Ježíše Krista namalovala v osmi letech. Maluje také autoportréty, přičemž její první dokončený autoportrét byl prodán za 10 000 dolarů.
Její malby jsou většinou alegorické a spirituální a nachází se v nich láska ke Kristu, dětem a zvířatům. Kramariková čerpá inspiraci z fotografií v časopisech, ta však pochází zejména z vizí nebes a jejích náboženských zkušeností. Ve svých dvanácti letech měla dokončených šest velkých maleb. Některé z jejích děl koupila americká ambasáda v Singapuru. Kramariková namalovala přes 200 výtvarných a napsala více než 800 literárních děl a vydala dva bestsellery.
Akiane se v deseti letech objevila v talkshow Show Oprah Winfreyové a ve dvanácti na televizní stanici CNN. Také se objevila v 68. epizodě Noční Show Craiga Fergusona v roce 2005 a 21. epizodě Katie v roce 2012.